# Santos Reyes Zochiquilazola
Santos Reyes Zochiquilazola är en ort i Mexiko.   Den ligger i kommunen Santiago Juxtlahuaca och delstaten Oaxaca, i den sydöstra delen av landet, 260 km söder om huvudstaden Mexico City. Santos Reyes Zochiquilazola ligger 2 034 meter över havet och antalet invånare är 895.
Terrängen runt Santos Reyes Zochiquilazola är huvudsakligen kuperad, men den allra närmaste omgivningen är bergig. Terrängen runt Santos Reyes Zochiquilazola sluttar söderut. Runt Santos Reyes Zochiquilazola är det ganska glesbefolkat, med 43 invånare per kvadratkilometer. Närmaste större samhälle är Santiago Juxtlahuaca, 19,8 km öster om Santos Reyes Zochiquilazola. I omgivningarna runt Santos Reyes Zochiquilazola växer huvudsakligen savannskog.